# 菲亞嫩
菲亞嫩（荷蘭語：Vianen）是荷蘭的一個城市和旧市镇，位於荷蘭中部。菲亞嫩在2002年之前属于南荷兰省，后划至烏德勒支省，是該省唯一位於萊克河以南的市镇。
2019年1月1日，菲亚嫩和莱尔丹及泽德里克（后二者均属于南荷兰省）合并为新市镇“费夫海伦兰登”（Vijfheerenlanden）。费夫海伦兰登隶属于乌得勒支省。

## 外部連結
- 维基共享资源上的相關多媒體資源：菲亞嫩
- Official Website （页面存档备份，存于）